# Giro del Veneto 1936
Il Giro del Veneto 1936, quattordicesima edizione della corsa, si svolse il 14 giugno 1936 su un percorso di 285 km con partenza e arrivo a Padova. Riservato a ciclisti professionisti e indipendenti, fu vinto dall'italiano Renato Scorticati, che completò il percorso in 9h05'30" precedendo i connazionali Carlo Sbersi e Gaspare Babini. Conclusero la prova 10 dei 17 ciclisti al via.

## Percorso
Partita dall'area della Fiera campionaria di Padova, la gara attraversò nell'ordine Noale (km 24), Treviso (km 48), Cornuda, Pederobba, Feltre (km 100) e Primolano, dove ebbe inizio la dura salita verso Foza (1100 m s.l.m.) passando per Enego. Si transitò poi per Gallio, Asiago (km 165) e Treschè prima della discesa verso Thiene, continuando quindi per Vicenza, Vo' (km 255), la salita di Castelnuovo di Teolo (400 m s.l.m.) fino al traguardo finale di Padova.

## Ordine d'arrivo
| Pos. | Corridore          | Squadra         | Tempo    |
| ---- | ------------------ | --------------- | -------- |
| 1    | Renato Scorticati  | V.C. Reggio     | 9h05'30" |
| 2    | Carlo Sbersi       | A.S. Canelli    | a 5'40"  |
| 3    | Gaspare Babini     | V.S. Reno       | a 13'55" |
| 4    | Domenico Oggero    | Dopol. Fiat     | a 15'53" |
| 5    | Attilio Morbiato   | V.C. Schio      | s.t.     |
| 6    | Luigi Valotti      | S.C. Focesi     | s.t.     |
| 7    | Andrea Lodi        | U.S. Crevalcore | a 18'20" |
| 8    | Andrea Zaborra     | V.C. Bassano    | a 19'38" |
| 9    | Antonio Folco      | S.C. Paracchi   | a 39'38" |
| 10   | Francesco Paoletti | F.G.C. Lunense  | s.t.     |